# Robertowo
Robertowo – wieś w Polsce położona w województwie mazowieckim, w powiecie płockim, w gminie Brudzeń Duży.
| SIMC    | Nazwa             | Rodzaj                          |
| ------- | ----------------- | ------------------------------- |
| 1059308 | Kolonijka Brudzeń | część wsi (zniesiona w 2023 r.) |
| 1059337 | Kolonijka Parzeń  | część wsi (zniesiona w 2023 r.) |
| 1059372 | Kolonijka Siecień | część wsi (zniesiona w 2023 r.) |
| 1059410 | Kolonijka Sikórz  | część wsi (zniesiona w 2023 r.) |
| 1059604 | Ośrodek           | część wsi (zniesiona w 2023 r.) |

W latach 1975–1998 miejscowość administracyjnie należała do województwa płockiego.